# Капитализм: История любви
«Капитали́зм: Исто́рия любви́» (англ. Capitalism: A Love Story) — документальный фильм Майкла Мура о мировом финансовом кризисе 2007—2009 годов, переходе власти от администрации Буша к администрации Обамы и мерах по стимулированию американской экономики (Американский акт восстановления и реинвестирования 2009 года).
Трейлер фильма выпущен 11 июня 2009 года. Премьера фильма состоялась в рамках конкурсной программы 66-го Венецианского международного кинофестиваля, а в широкий прокат он вышел 2 октября 2009 года.

## Сюжет
Данный фильм является острой социальной сатирой, содержащей безжалостную критику настоящего политического положения и описывающей истории людей и их страдания, причинённые экономическим кризисом 2007—2009 годов. На фоне этого происходит электоральная победа Барака Обамы, демонизируемого республиканцами как «социалиста», и успешная кампания бастующих чикагских рабочих.

## Награды и номинации
- 2009 — два приза Венецианского кинофестиваля: «Малый золотой лев» и Open Prize (Майкл Мур)
- 2009 — номинация на приз «Золотой лев» Венецианского кинофестиваля (Майкл Мур)